# El Quer (Súria)
El Quer és una masia de Súria (Bages) protegida com a Bé Cultural d'Interès Local.

## Descripció
Conjunt d'edificacions de diversa època i tipologia situat entre el Bosc del Quer i la Solana del Quer, al nord est del municipi. La casa principal, que presenta una planta quadrangular i teulada a doble vessant, s'ha reformat profundament. D'altra banda, també es troben més o menys dempeus altres edificacions auxiliars. Hi ha dues tines, una d'elles rectangular, una premsa de raïm de fusta amb peu i la base d'un trull d'oli. Es conserven, així mateix, dues teules datades el 1745 del moment d'una remodelació a la casa, i a dins, un forn de pa.